# Coupe Kirin 2006
La Kirin Cup 2006 est la vingt-septième édition de la Coupe Kirin. Elle se déroule en mai 2006. Elle oppose le Japon, la Bulgarie et l'Écosse.

## Résultats
| 9 mai 2006 | Japon    | 1 – 2 | Bulgarie                     | Nagai Stadium, Osaka                                 |                                                      |
|            | Maki 76e |       | S. Todorov 1re · Yanev 90+1e | Spectateurs : 44 851 Arbitrage : Carlos Megia Davila | Spectateurs : 44 851 Arbitrage : Carlos Megia Davila |
|            | (Report) |       |                              | Spectateurs : 44 851 Arbitrage : Carlos Megia Davila | Spectateurs : 44 851 Arbitrage : Carlos Megia Davila |

| 11 mai 2006 | Bulgarie       | 1 – 5 | Écosse                                      | Kobe Wing Stadium, Kōbe                       |                                               |
|             | Y. Todorov 26e |       | Boyd 13e 43e · McFadden 69e · Burke 77e 88e | Spectateurs : 5 780 Arbitrage : Toru Kamikawa | Spectateurs : 5 780 Arbitrage : Toru Kamikawa |
|             | (Report)       |       |                                             | Spectateurs : 5 780 Arbitrage : Toru Kamikawa | Spectateurs : 5 780 Arbitrage : Toru Kamikawa |

| 13 mai 2006 | Japon    | 0 – 0 | Écosse | Saitama Stadium, Saitama                                    |
|             |          |       |        | Spectateurs : 58 648 Arbitrage : Eduardo Iturralde Gonzalez |
|             | (Report) |       |        |                                                             |

## Tableau
| Équipe   | Pts | J | V | N | D | Bp | Bc | Dif |
| -------- | --- | - | - | - | - | -- | -- | --- |
| Écosse   | 4   | 2 | 1 | 1 | 0 | 5  | 1  | +4  |
| Bulgarie | 3   | 2 | 1 | 0 | 1 | 3  | 6  | -3  |
| Japon    | 1   | 2 | 0 | 1 | 1 | 1  | 2  | -1  |

## Vainqueur
| Vainqueur Kirin Cup 2006 Écosse 1er titre |